# NN-287
La carretera NN‑287 es una vía departamental secundaria ubicada en el departamento de Carazo, en el suroeste de Nicaragua. Con una longitud de 9.22 kilómetros, conecta la ciudad de Diriamba con la comunidad de San Gregorio, permitiendo el acceso entre la NIC-18 y la NN-291. Su construcción se llevó a cabo entre 2005 y 2006 como parte del plan de mejoramiento de la infraestructura vial departamental.

## Trazado y cruces
La siguiente tabla muestra su recorrido, localidades y principales conexiones:
| km   | Localidad       | Departamento | Conexión / Ruta |
| ---- | --------------- | ------------ | --------------- |
| 0.0  | Diriamba        | Carazo       | NIC 18          |
| …    | Comunidad rural | Carazo       |                 |
| 9.22 | San Gregorio    | Carazo       | NN 291          |